# 胡里奥·塞萨尔·德莱昂
胡里奥·塞萨尔·德莱昂（Julio César de León，1979年9月13日—），洪都拉斯足球运动员，司职中场或前锋，目前效力于中超球会山东鲁能泰山，亦是洪都拉斯国家足球队成员。
他的姓是德莱昂（de León），但在中国常被称为莱昂，或胡里奥。

## 职业生涯
德莱昂多年在意大利效力。
2010年7月，德莱昂以租借的方式加盟中超球队山东鲁能泰山。2010年8月14日在客场与重庆力帆的比赛中，通过点球罚中收获加盟后的首粒入球。在下半赛季里，德莱昂成为球队主力前腰，发挥出色，帮助球队提前两轮获得中超联赛冠军。
2011赛季，山东鲁能队因为外援名额问题而没有给莱昂在年初的亚冠联赛中报名，后来又因为莱昂伤愈之后无法保证主力位置，再加上对本赛季中途上任的教练马季奇的保守打法有所诟病。莱昂这个赛季过的并不愉快，只有一粒进球入账，而且屡屡因为违反纪律受到处罚。他与俱乐部的矛盾也越积越深，本赛季结束之后，莱昂与山东鲁能泰山队分手，准备回国加盟其他球队。

## 荣誉
- 山东鲁能泰山
  - 中国足球超级联赛冠军: 2010